# Ptilodon uniformis
Ptilodon uniformis är en fjärilsart som beskrevs av Rudolf Rangnow 1935. Ptilodon uniformis ingår i släktet Ptilodon och familjen tandspinnare. Inga underarter finns listade.